# 国家科技体制改革和创新体系建设领导小组
国家科技体制改革和创新体系建设领导小组，是中华人民共和国国务院已撤销的国务院议事协调机构。

## 沿革
2012年7月6日，全国科技创新大会在北京召开，中共中央总书记、国家主席、中央军委主席胡锦涛发表讲话。7月30日，国家科技体制改革和创新体系建设领导小组在北京召开第一次会议。9月23日，中共中央、国务院印发《关于深化科技体制改革加快国家创新体系建设的意见》。
2023年3月，《党和国家机构改革方案》（中发〔2023〕号））发出，决定组建中央科技委员会。不再保留中央国家实验室建设领导小组、国家科技领导小组、国家科技体制改革和创新体系建设领导小组、国家中长期科技发展规划工作领导小组及其办公室。

## 职责
国家科技体制改革和创新体系建设领导小组的主要职责是：负责组织领导科技体制改革和创新体系建设工作，审议相关重大政策措施，统筹协调有关重大问题，总结推广工作经验。

## 组成人员
| 2012年成立时的组成人员包括： 组长 - 刘延东（国务委员 → 国务院副总理） 副组长 （不详） 成员 - 王志刚（科技部副部长） …… | 2018年9月7日《国务院办公厅关于调整国家科技体制改革和创新体系建设领导小组组成人员的通知》（国办发〔2018〕86号）调整后的组成人员包括： 组长 - 刘鹤（国务院副总理） 副组长 - 王志刚（科技部部长） - 陆俊华（国务院副秘书长） - 林念修（国家发改委副主任） - 余蔚平（财政部副部长） 成员 - 周祖翼（中央组织部副部长） - 梁言顺（中央宣传部副部长） - 李章泽（中央编办副主任） - 杜占元（教育部副部长） - 李萌（科技部副部长） - 罗文（工业和信息化部副部长） - 汤涛（人力资源社会保障部副部长） - 张桃林（农业农村部副部长） - 傅自应（商务部国际贸易谈判代表兼副部长） - 曾益新（卫生健康委副主任） - 朱鹤新（人民银行副行长） - 徐福顺（国资委副主任） - 刘丽坚（税务总局总审计师） - 陈钢（市场监管总局党组成员） - 张涛（中科院副院长） - 邓秀新（工程院副院长） - 周亮（银保监会副主席） - 方星海（证监会副主席） - 田玉龙（国防科工局副局长） - 贺化（知识产权局副局长） - 李静海（自然科学基金委主任） - 怀进鹏（中国科协党组书记） - 刘胜（中央军委装备发展部副部长） - 刘国治（中央军委科学技术委员会主任） |

## 办事机构
国家科技体制改革和创新体系建设领导小组的办事机构是国家科技体制改革和创新体系建设领导小组办公室，设在科技部。办公室历任主任、副主任包括：

| 主任 - 王志刚（2012年－2018年，科技部副部长兼） - 李萌（2018年－，科技部副部长兼） | 副主任 |